# Terz-butil-idrochinone
Il terz-butil-idrochinone (TBHQ o butilidrochinone terziario) è un composto organico aromatico e un tipo di fenolo. Si tratta di un derivato dell'idrochinone, sostituito con un gruppo terz-butile.

## Utilizzi

### Conservante alimentare
Nell'industria alimentare, il TBHQ è impiegato come conservante per gli oli vegetali insaturi e molti grassi animali commestibili. Non causa scolorimento anche in presenza di ferro, e non altera le caratteristiche organolettiche del materiale al quale viene aggiunto.
Può essere combinato con altri conservanti quali l'idrossianisolo butilato (BHA). Nell'elenco degli ingredienti, viene identificato con il codice E319. Viene additivato ad un gran numero di alimenti, con il limite massimo di 1 g/kg ammesso per pesce e prodotti ittici congelati. Il suo vantaggio principale è di aumentarne il periodo di conservazione.

### Altri usi
Nell'industria dei profumi, è usato come fissativo per diminuire la velocità di evaporazione e migliorare la stabilità.
Viene utilizzato industrialmente come stabilizzatore per inibire l'autopolimerizzazione di perossidi organici.
Viene utilizzato come inibitore di corrosione nel biodiesel.
Nell'industria dei derivati del petrolio viene aggiunto anche a vernici, lacche, resine e additivi.

## Sicurezza e regolamentazione
Sia l'Autorità europea per la sicurezza alimentare (EFSA) che la statunitense Food and Drug Administration (FDA) hanno esaminato il TBHQ e stabilito che è sicuro per il consumo alimentare alla concentrazione consentita negli alimenti. La FDA impone un limite superiore di 0,02% del contenuto di olio o grasso negli alimenti.
A dosi molto elevate, ha alcuni effetti negativi sulla salute di animali da laboratorio, come ad esempio la produzione di precursori di tumori dello stomaco e danni al DNA. Un certo numero di studi hanno dimostrato che l'esposizione prolungata a dosi molto elevate di TBHQ può essere cancerogena, in particolare per i tumori allo stomaco. Altri studi, tuttavia, hanno dimostrato effetti opposti tra cui l'inibizione della carcinogenesi HCA-indotta (da depressione di attivazione metabolica) per TBHQ e altri antiossidanti fenolici (TBHQ era uno di questi, e non il più potente). L'EFSA ritiene che il TBHQ non sia cancerogeno.
Una revisione del 1986 della letteratura scientifica relativa alla tossicità del TBHQ ha stabilito che esiste un ampio margine di sicurezza tra i livelli di assunzione da parte di esseri umani e le dosi che producono effetti negativi sulla base degli studi su animali. Gli scienziati della Michigan State University stanno analizzando un possibile legame tra il TBHQ e le allergie alimentari.